# Toulouška stolnica
Toulouška stolnica ali Stolnica sv. Štefana (francosko Cathédrale Saint-Étienne de Toulouse) je rimskokatoliška cerkev v mestu Toulouse v Franciji. Stolnica je zgodovinski spomenik in je sedež nadškofa v Toulousu.
Točen datum prvotne zgradbe ni znan; prva omemba cerkvene zgradbe na tem mestu je navedena v listini iz leta 844. Leta 1073 je škof v Toulousu začel delati na bolj izdelani strukturi, čemur je sledila dodatna gradnja v 13. stoletju. Francosko ministrstvo za kulturo jo je leta 1862 zaščitilo kot zgodovinski spomenik.

## Zgodovina
Današnja stolnica je bila zgrajena na temeljih kapele, potem ko je bila prejšnja zgradba uničena leta 1071. To kapelo so postavil svetemu Saturninu v čast, prvi škof v Toulousu. Uničena je bila 150 let pozneje in jo je obnovil sveti Eksuperius. Zgodovino gradnje današnje cerkve od začetka zaznamujejo nenehne spremembe načrtovanja med tekočimi gradbenimi deli. Stolnični kapitel obstaja že od leta 1259.
Med francosko revolucijo leta 1794 je bil največji zvon, "Cardailhac", ki je tehtal 12 ali 13 ton, vržen iz zvonika, pri tem je prodrl globoko v tla in se zlomil.
Leta 1938 je država dokončala prej nedokončano fasado severnega transepta, potem ko so bile porušene sosednje zgradbe, zaradi česar je bil ta del stavbe po tem viden.

## Opis
Glavna značilnost stavbe sta dve zelo različni komponenti: romanska ladja iz začetka 13. stoletja (1210 do 1220), ki vključuje rožno okno iz leta 1230 in je prva manifestacija južnofrancoske gotske arhitekture, uvedene za boj proti Katarom; in gotski kor, ki je bil načrtovan za gotsko ladjo, ki bi bila dvakrat širša od današnje romanske ladje in se je gradnja začela približno leta 1272 po novem načrtu in drugačni osi, ki je bila pozneje opuščena, čeprav je bil do leta 1445 v kor dodan triforij in bil vstavljen portal. Južno steno romanske ladje je bilo treba uporabiti za novo gotsko ladjo, tako da je bila os gotskega kora odmaknjena od romanske ladje. Vendar nova gotska ladja ni bila nikoli zgrajena, tako da "guba" v osi stavbe obstaja še danes. Gradnja gotskega kora se je začela leta 1272 pod pokroviteljstvom škofa Bertrand-de-L'Isle . Obe komponenti je v 16. stoletju povezal bodoči kardinal Jean d'Orléans-Longueville. Obe glavni komponenti imata številne kapele.

### Romanska ladja
Načrti za romansko cerkev so se do 13. stoletja nenehno spreminjali. Sprememba je opazna v primerjavi s prvotno načrtovano višino stavbe, ker so bila okna na južni steni razrezana, medtem ko severna stena, ki je bila zgrajena pozneje, nima te anomalije.
V zahodni steni je rozeta, ki jo neposredno navdihuje rozeta stolnice Notre-Dame de Paris. V začetku 2000-ih je bil obnovljen zidan zatrep pred rozeto. Onesnaženost zraka v mestu in ko so med demonstracijami pred sosednjo prefekturo gorele avtomobilske pnevmatike, je že obarvala obnovljeni kamen.
Kapele
- Kapela Kristusove agonije
- Kapela svetega Antona Padovanskega.
- Krstilnica s krstnikom iz leta 1305.[3]

### Gotski kor
Gotski kor izvira iz 13. stoletja. Šele leta 1609, po požaru strehe, je arhitekt Pierre Levesville obokal kor. Sprva je predvidel obok z največjo višino 40 metrov. Načrt je bil spremenjen in zgrajen obok v višini 28 metrov. Prvotno sta bila kor in ladja ločena s korno pregrado, ki so jo kasneje odstranili. Pod korom je kripta, v kateri so pokopani toulouški nadškofi.
Baročni oltarni nastavek je delo arhitekta Pierra Mercierja in kiparja Gervaisa Droueta. Izdelan je bil med letoma 1667 in 1670. Upodablja Kamenjanje svetega Štefana in simbole štirih evangelistov v središču. Gotski kor je obdan s 15 petosminskimi kapelami, ki so bile obokane v zadnjih letih 13. stoletja.

#### Kapele na južni strani
- Kapela drugega oltarja stolnice. Oltar in marmornati tabernakelj sta v slogu Ludvika XV.. Original je bil ukraden leta 2006, vrnjen pa leta 2012.
- Kapela Device z angeli je bila zgrajena pod episkopatom Jean d’Orléans de Longueville v začetku 16. stoletja.
- Kapela svetega Lovrenca.
- Kapela Vincenca de Paula je bila dokončana v prvi polovici 14. stoletja in je bila sprva posvečena svetemu Dominiku. Po konkordatu leta 1801 je bila posvečena svetemu Vincencu de Paulu v spomin na njegovo bivanje v Toulousu, ko je med letoma 1597 in 1604 na univerzi v Toulousu študiral teologijo. V kapeli Janeza Toulouškega (1220–1271) je pokopana zadnja toulouška grofica.
- Kapela svetega Avguština iz Hipona. Prvotno je bila kapela posvečena sveti Katarini, katere slika je vidna na sklepniku. Opazimo jo lahko tudi v prizoru na vitraju z zmagovalno palmo svojega mučeništva in s podobo kolesa, njenim simbolom.
- Kapela svetega Germanija Prvotno posvečena svetemu Nikolaju, ki je upodobljen na sklepniku, je bila v 18. stoletju posvečena svetemu Francu Paulu, katerega življenje je upodobljeno v vitrajih. Dokončno je bila posvečena svetemu Germaine de Pibrac leta 1876. V kapeli sta bila pokopana dva inkvizitorja, ki sta ju leta 1242 v Avignonetu ubila Katara iz Montségurja.
- Kapela Svetega križa.
- Kapela relikvije.
- Kapela svetega Jožefa

#### Kapela v osi kora
- Kapela  Srca Jezusovega.

#### Kapele na severni strani
- Kapela svetega Frančiška.
- Kapela na prehodu v zakristijo. Ta kapela, dokončana okoli leta 1279, je bila prvotno posvečena Kristusovemu telesu. Nadškof Jean d'Orléans de Longueville je v 16. stoletju v stolnico dodal zakristijo, do katere je mogoče dostopati od tu.
- Kapela svete Ivane Orleanske. Struktura kapele sega v leto 1279. Današnjo obliko je dobila leta 1922 po kanonizaciji Ivane Orleanske leta 1920. Kapela je postala spomenik župnikom, ki so umrli v prvi svetovni vojni.
- Kapela svetega Frančiška Ksaverija je bila dokončana leta 1279 in je bila prvotno posvečena sv. Martinu. Od leta 1843 do 1846 je bila kapela preoblikovana in obnovljena ter nato posvečena sv. Frančišku Ksaverju.
- Kapela svetega Roka.
- Kapela Svetega Petra je bila dokončana leta 1286 in je sedež kapitlja.
- Kapela svetega Jakoba

### Oprema
Stolnica je edina cerkev v Toulousu, kjer so ohranjena originalna okna iz 14. stoletja. Notranjost stolnice izhaja predvsem iz časa po požaru leta 1609 in se slogovno razteza od gotike do historicizma. V koru so lesene klopi. Številni kosi opreme so vpisani na francoski seznam spomenikov kot premični kulturni spomeniki. Cerkev ima dvoje orgel, oboje v gotskem koru.

### Zvonik
V utrjenem romanskem zvoniku je pet zvonov potrebnih za liturgično zvonjenje. Nekateri zvonovi datirajo izpred revolucije. Poleg tega v stolpu stoji kariljon s 17 zvonovi, na katere se igra s tipkovnico. Med revolucijo je bil uničen starejši kariljon. Današnji je nastal po fazah in po več preobrazbah in tehničnih spremembah.

## Funkcija
Stolnica je sedež nadškofa Toulousa. Hkrati je cerkev tudi župnijska cerkev .
- Gotska ladja (1210-1220)
- Gotski kor (po letu 1275)
- Rozeta
- Pietà, Gervais Drouet.